# Browser hijacker
En browser hijacker eller "browser kaprer" er en form for software der modificerer en browsers indstillinger uden brugerens tilladelse for, at "sprøjte" uønsket markedsføring ind i en brugers browser.
En browser hijacker vil omdirigere en brugers søgninger til ondsindede websteder, ændre browserens søgefunktion med sin egen eller ændre start- eller fejlsiden i browseren.
Nogle browser hijackers indeholder også spyware. For eksempel installerer nogle browser hijackers en keylogger for at samle information omkring f.eks. online banking eller e-mail autoriseringsdetaljer. Nogle browser hijackers kan også skade registreringsdatabasen i Windows systemer, ofte permanent. 
Mange browser hijackings programmer er inkluderet og bliver installeret uden brugerens accept i software-pakker downloadet fra internettet.

## Eksempel på browser hijackers
Værste browser hijackers er markeret med fed.
- Ask Toolbar
- Astromenda Search
- Onewebsearch
- TV Wizard
- Conduit Search
- CoolWebSearch
- Delta Search
- Claro Search
- Search-daily.com
- MyStartSearch
- MyStart.IncrediBar Search
- Nation Zoom
- Babylon Toolbar
- Qone8.com
- qvo6.com
- istartsurf.com
- Mixi.DJ
- Pokki
- Snap.do
- SearchScopes
- Searchnu.com
- Searchgol.com
- Tuvaro
- Trovi
- Coupon Server
- Vosteran
- Groovorio
- GoSave

 Der er for få eller ingen kildehenvisninger i denne artikel, hvilket er et problem. Du kan hjælpe ved at angive troværdige kilder til de påstande, som fremføres i artiklen.